# Felix Reinhold Voretzsch

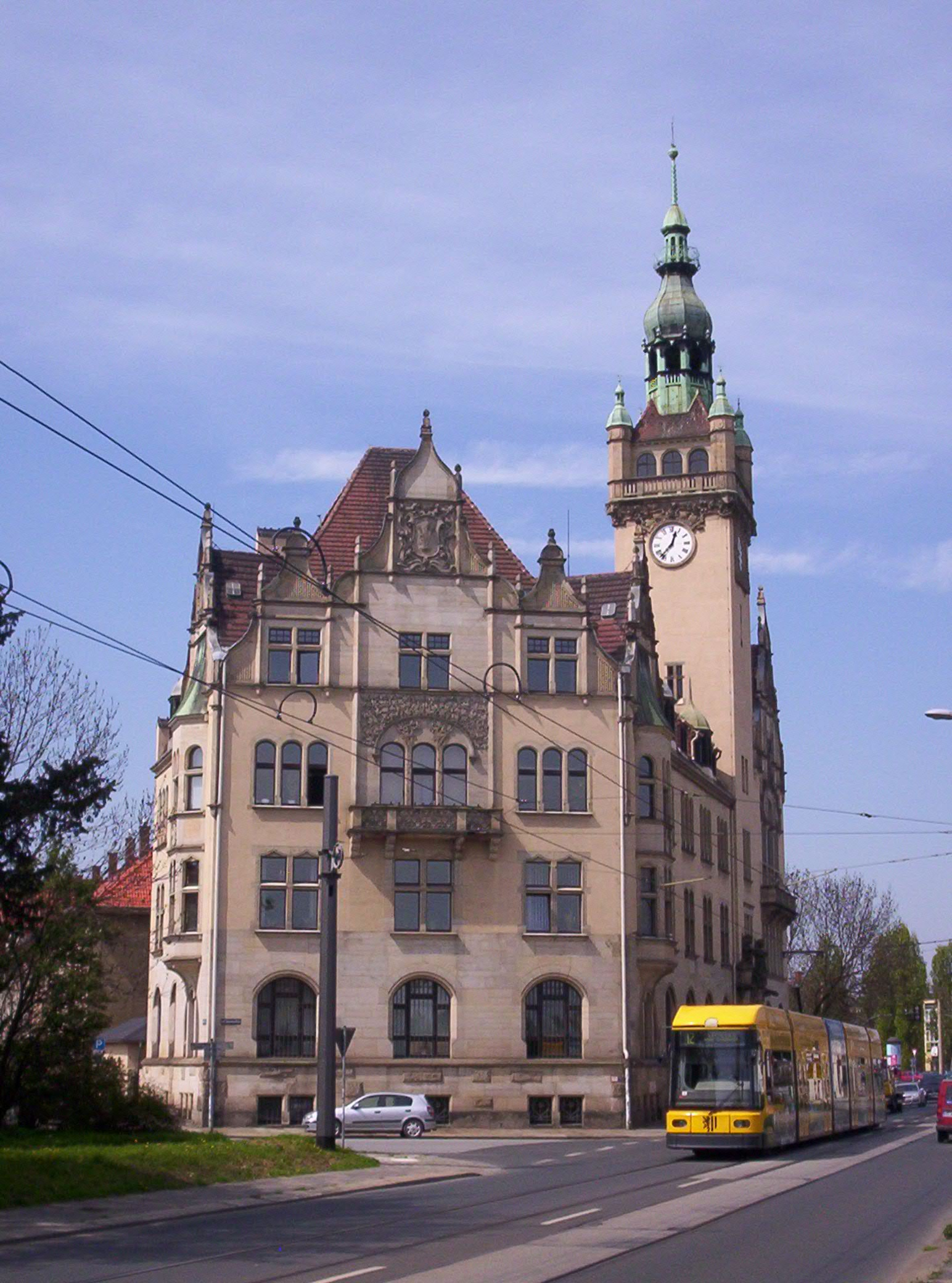
Rathaus Cotta, Ostseite

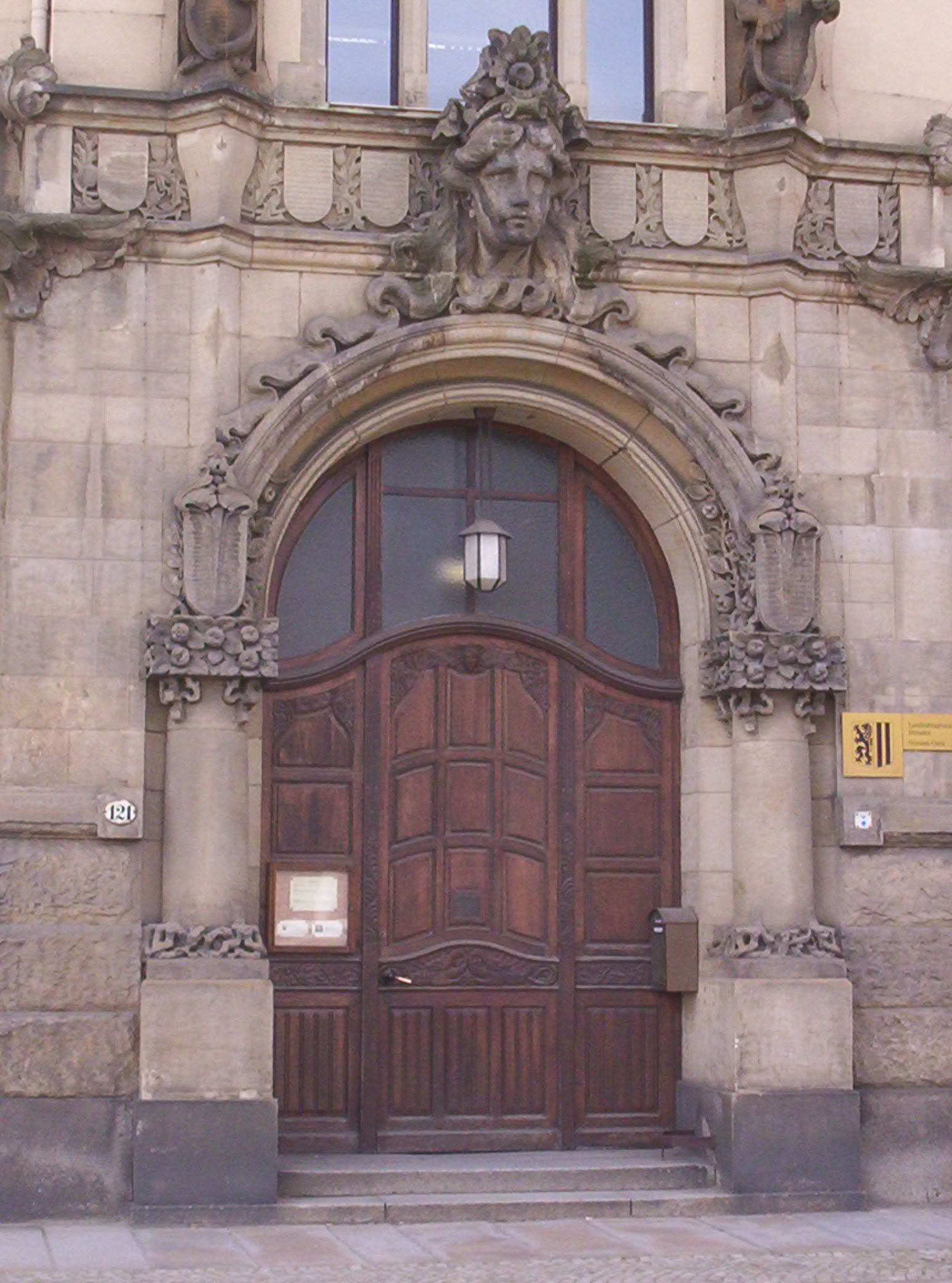
Rathaus Cotta, Portal

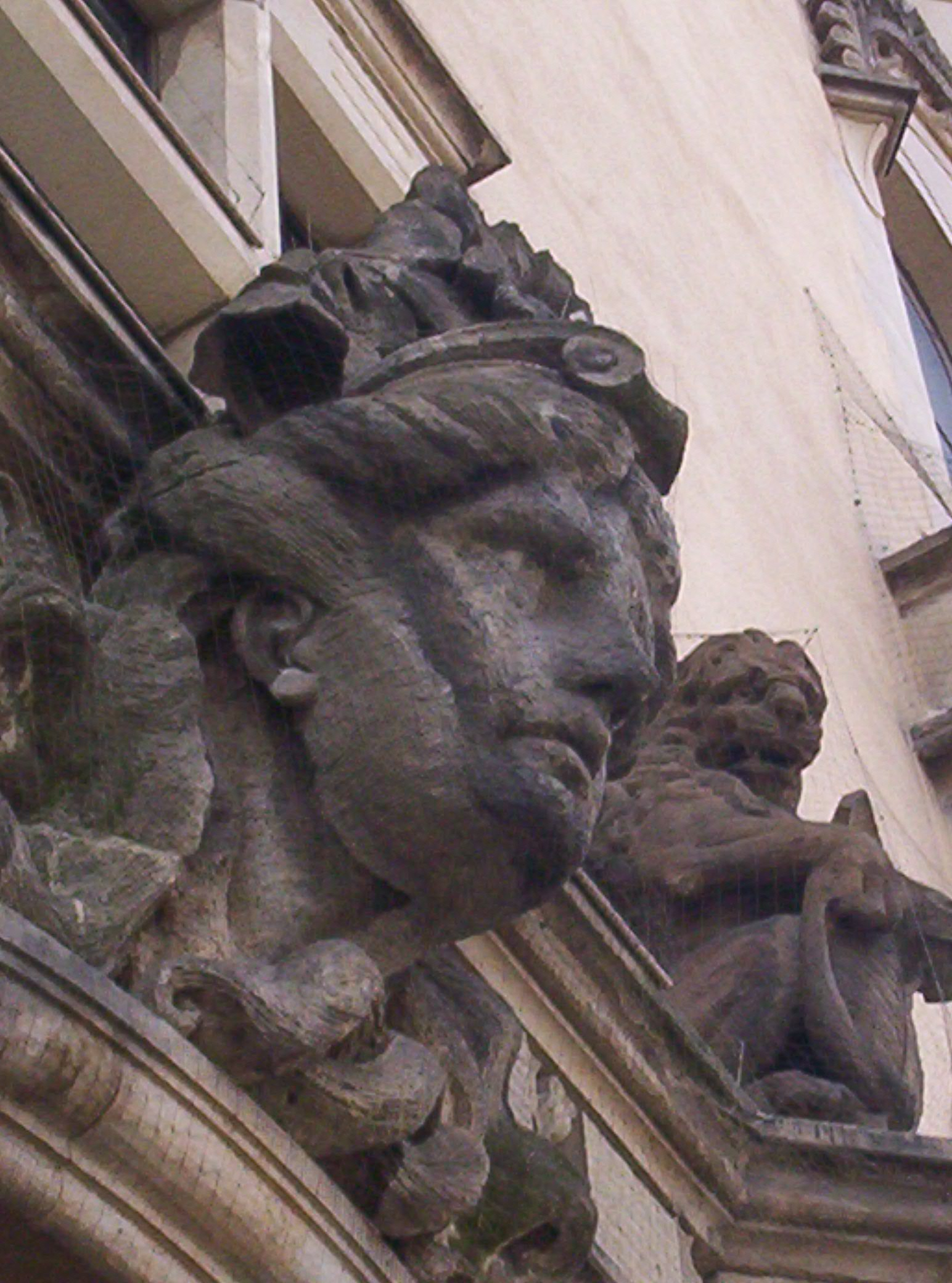
Rathaus Cotta, Detailaufnahme der Portalfiguren

Felix Reinhold Voretzsch (* 13. April 1873 in Altenburg; † 3. Juli 1951 in Dresden) war ein deutscher Architekt und Plastiker.

## Leben
Er studierte an der Baugewerkenschule Chemnitz und an der Technischen Hochschule Dresden bei Karl Weißbach. Seit 1893 arbeitete er als freischaffender Künstler und Architekt. Während das von ihm gestaltete Rathaus zu Cotta noch stark vom Historismus geprägt war, gestaltete er die Bauten an der Dresdner Bürgerwiese im Jugendstil.
Insbesondere das Haus Bürgerwiese 20 in Dresden zeigte eine bauplastische Ornamentik der Balkonbrüstungen im damals modernen Jugendstil. Er zählte zu den wichtigsten Dresdner Architekten seiner Zeit, weil er sich in seiner Bauplastik ganz dem Jugendstil verpflichtet fühlte. Er wurde deswegen auch in der Bauzeitschrift Die Architektur des XX. Jahrhunderts erwähnt:

„Unter den Dresdner Architekten … steht F. R. Voretzsch in der ersten Reihe. Von seinen Wohnhäusern zeigt das an der Bürgerwiese gelegene in der Komposition der Facade bereits einen völlig modernen Zug, der sich ebenso entschieden auch in dem größten Teile der plastischen Ornamentik offenbart.“

## Bauten und Entwürfe
- 1899:
  - Mietshaus Bürgerwiese 20 in Dresden (1945 zerstört).[3]
  - Dresden, Künstlerheim (nicht ausgeführter Entwurf).[3]

- 1900:
  - Rathaus Cotta
  - Dresden, Reichenbachstraße 51 (1945 zerstört).[3]
  - Dresden, Reichenbachstraße 57 (1945 zerstört).[3]
  - Mietshaus Bürgerwiese 22 in Dresden („Dianabad“).[4]

- 1902:
  - Dresden, Lindengasse 2 (1945 zerstört).[3]
  - Dresden, Lindengasse 4 (1945 zerstört).[3]
  - Dresden, Lindengasse 14 (1945 zerstört).[3]

- 1902/03
  - (mit Heino Otto) Villa Merz, Markneukirchen[5]

- um 1904/05
  - Wohnhaus in Dresden, Comeniusstrasse 83[6]

## Kriegerdenkmal 1914–18
Für Dresden entwarf Felix Voretzsch das Regimentsdenkmal für die im I. Weltkrieg gefallenen Soldaten des Schützen-Regiments Prinz Georg (Kgl. Sächsisches) Nr. 108. Das Denkmal wurde in der Kaserne des Regiments „dort, wo die Dresdner Heide nach dem Elbtal abfällt“ errichtet und am 4. Juni 1928 feierlich enthüllt. Im Zuge der Umgestaltung des Alaunplatzes zum „Platz der Tälmann-Pioniere“ wurden die bis dahin erhaltenen Reste des Denkmals 1953 übererdet und begrünt.